# Liste der Monuments historiques in Montigny-lès-Vaucouleurs
Die Liste der Monuments historiques in Montigny-lès-Vaucouleurs führt die Monuments historiques in der französischen Gemeinde Montigny-lès-Vaucouleurs auf.

## Liste der Objekte
| Bezeichnung         | Beschreibung | Standort                      | Kennzeichnung | Schutzstatus | Datum | Bild |
| ------------------- | --- | ----------------------------- | ------------- | ------------ | ----- | ---- |
| Kelch und Patene    | Silber, vergoldet, zwischen 1819 und 1838 | in der Kirche St-André (Lage) | PM55001032    | Classé       | 1993  |      |
| Hauptaltar          | Altartisch, Altaraufbau und Tabernakel; Stein, Marmor, Holz, vergoldet, 18. Jahrhundert | in der Kirche St-André (Lage) | PM55002103    | Inscrit      | 1991  |      |
| Feuerwehrausrüstung | ein pferdegezogener Spritzenwagen, ein Handspritzenwagen, vier Lederschläuche, ein Karren mit Schlauchrolle, 21 Eimer aus Weidengeflecht, sechs vollständige Feuerwehruniformen mit Helm (Modell 1895) und eine Schildmütze; zwischen der Mitte des 19. Jahrhunderts und 1909 angeschafft | in der Mairie (Lage)          | PM55002698    | Inscrit      | 2010  |      |